# René Thomas (strzelec)
Jean Justin René Thomas (ur. 20 sierpnia 1865 w Breux-sur-Avre, zm. 20 lipca 1925) – francuski strzelec, medalista olimpijski i medalista mistrzostw świata.
Był związany z Paryżem. W 1900 roku wystąpił na igrzyskach olimpijskich, na których zdobył brązowy medal w drużynowym strzelaniu z karabinu dowolnego w trzech postawach z 300 m (skład zespołu: Auguste Cavadini, Maurice Lecoq, Léon Moreaux, Achille Paroche, René Thomas). Indywidualnie najwyższą pozycję osiągnął w strzelaniu z karabinu dowolnego leżąc z 300 m, w którym uplasował się na 19. miejscu. Zawody w Paryżu były równocześnie turniejem o mistrzostwo świata (był to jedyny medal zdobyty przez Thomasa na tej imprezie).

## Wyniki

### Igrzyska olimpijskie
| Igrzyska   | Konkurencja                                     | Wynik                                    | Miejsce | Źródło |
| ---------- | ----------------------------------------------- | ---------------------------------------- | ------- | ------ |
| Paryż 1900 | Karabin dowolny, trzy postawy, 300 m            | 808 pkt. (295–259–254)                   | 26      | [ 3 ]  |
| Paryż 1900 | Karabin dowolny, trzy postawy, 300 m, drużynowo | 4278 pkt. (druż.) 808 pkt. (295–259–254) |         | [ 4 ]  |
| Paryż 1900 | Karabin dowolny leżąc, 300 m                    | 295 pkt.                                 | 19      | [ 5 ]  |
| Paryż 1900 | Karabin dowolny klęcząc, 300 m                  | 259 pkt.                                 | 27      | [ 6 ]  |
| Paryż 1900 | Karabin dowolny stojąc, 300 m                   | 254 pkt.                                 | 24      | [ 7 ]  |

### Medale mistrzostw świata
Opracowano na podstawie materiałów źródłowych:
| Mistrzostwa | Konkurencja                                     | Wynik                                         | Miejsce |
| ----------- | ----------------------------------------------- | --------------------------------------------- | ------- |
| Paryż 1900  | Karabin dowolny, trzy postawy, 300 m, drużynowo | 4278 pkt. (druż.) 808 pkt. ind. (295–259–254) |         |